# 朴荷娜
朴荷娜（韓語：박하나，1985年7月25日—），韓國女演員、前女歌手。曾為SM娛樂和YG娛樂的練習生，2003年以男女混團「FUNNY」出道，後轉型為演員。

## 簡歷
朴荷娜的父母是忠清南道扶餘郡人，她則於1985年7月生於仁川。2003年，朴荷娜以男女混聲組合「FUNNY」的副主唱成員身份出道，其後她自言因實力不足，最終歌手路途的發展並不順利。2012年，她通過綜合編成頻道Channel A的電視劇《熊貓小姐和刺蝟》出道成為電視劇演員，其後於2013年首次在電視劇《Two Weeks》中飾演具影響力的配角角色。
2014年，林成漢編劇按起用新人作主角的慣例，起用她與姜恩卓作為日日劇《狎鷗亭白夜》的男女主角。她在首度擔任主角的作品便獲讚賞，其演技獲觀眾評價為不像新人演員的表現。當中，在該劇第65集中，出現全集30分鐘只有朴荷娜與李甫姬兩人在同一場景對戲的罕有事例，她在該集展現的憤怒、悲傷等演技，獲觀眾稱呼為「名品演技」。翌年，她在2015 MBC演技大獎中獲連續劇部門女子新人獎以作認可。
之後，朴荷娜在KBS的日日劇《天上的約定》及《閃耀的恩秀》中飾演具有惡女特質的第二女主角角色，並在2018年的《人偶之家》及2020年的《危險的約定》中飾演女主角，以細膩的感情演技獲認可，並兩度獲KBS演技大獎頒發優秀演技獎。

## 演出作品

### 電視劇
- 2012年：tvN《一年十二個男人》
- 2012年：Channel A《熊貓小姐和刺蝟》飾演 朴荷娜
- 2013年：MBC《金子輕鬆出來吧》飾演 金代理
- 2013年：MBC《Two Weeks》飾演 張瑩慈
- 2013年：MBC《韓國小姐》飾演 韓素珍
- 2014年：MBC《奇皇后》飾演 傅優熙才人
- 2014年：MBC《狎鷗亭白夜》飾演 白葉／白善彤
- 2015年：KBS《Drama Special－紅月亮》飾演 惠慶宮洪氏
- 2015年：MBN《因為媽媽沒關係》飾演 徐智媛
- 2016年：KBS《天上的約定》飾演 張世珍
- 2016年：KBS《Drama Special－快樂的我的家》飾演 孫智雅
- 2016年：KBS《閃耀的恩秀》飾演 金繽娜
- 2017年：KBS《內衣少女時代》飾演 洪都熙
- 2018年：KBS《人偶之家》飾演 洪世妍
- 2018年：KBS《我唯一的守護者》飾演 成秀賢（特別出演）
- 2018年：MBC《捉迷藏》飾演 女演員（特別出演）
- 2019年：MBC《悲傷時愛你》飾演 尹瑪莉
- 2019年：MBC《異夢》飾演 車正任
- 2019年：tvN《偉大的Show》飾演 金惠珍
- 2020年：KBS《危險的約定》飾演 車恩彤
- 2020年：JTBC《雙甲路邊攤》飾演 宋薇蘭（特別出演）
- 2021年：KBS《紳士與小姐》飾演 趙思蘿
- 2021年：KBS《Drama Special－熙秀》飾演 金尚美（特別出演）
- 2022年：Netflix《魔幻之音》飾演 閔智秀（特別出演）
- 2022年：KBS《颱風的新娘》飾演 陳星／姜風／殷瑞妍
- 2022年：KBS《Drama Special－湖中的惡魔》飾演 寶英
- 2024年：KBS《結婚吧笨蛋啊！》飾演 孟工姬

### 電影
- 2012年：《愛情小說》飾演 空姐
- 2013年：《蒙古公主》飾演 河娜
- 2023年：《水鬼》飾演 寶英

### 綜藝節目
- 2015年：SBS《Running Man》EP 253
- 2016年：MBC《神秘音樂秀：蒙面歌王》EP 67
- 2018年：SBS《Running Man》EP 431-432
- 2020年：SBS《Running Man》EP 488
- 2020年：JTBC《認識的哥哥》EP 232

## 獲獎
- 2015年：第10屆亞洲模特兒頒獎典禮－演技部門新星獎
- 2015年：MBC演技大賞－連續劇部門 女子新人賞（《狎鷗亭白夜》）
- 2018年：KBS演技大賞－日日劇部門 女子優秀演技賞（《人偶之家》）
- 2020年：KBS演技大賞－日日劇部門 女子優秀演技賞（《危險的約定》）
- 2021年：KBS演技大賞－長篇電視劇部門 女子優秀演技賞（《紳士與小姐》）
- 2022年：KBS演技大獎－日日劇部門 女子優秀演技獎（《颱風的新娘》）
- 2024年：KBS演技大獎－日日劇部門 女子優秀演技獎（《結婚吧笨蛋啊！》）

## 外部連結
- 朴荷娜的Instagram帳戶
- 朴荷娜在NAVER上的资料
- 朴荷娜在韩国电影数据库（KMDb）上的資料（韓語）
- 朴荷娜在互联网电影资料库（IMDb）上的資料（英文）
- 朴荷娜在HanCinema的頁面（英文）